# 金融機構局
金融機構局（きんゆうきこうきょく）は、日本銀行本店に置かれている内局である。
信用秩序の維持、金融機関の考査、メガバンクや地方銀行のモニタリング、地域金融強化のための特別当座預金制度の実施などを業務としている。

## 沿革
- 2005年7月 - 金融機関の不良債権問題の終止符等を受けて信用機構室と考査局を合併し、新設される[1]。
- 2014年6月16日 - 金融モニタリング課が金融第一課、金融第二課、金融第三課に分割された[2]。

## 所掌事務
所掌
日本銀行組織規定（令和5年1月18日）第15条に所掌事務が規定されている。
```
（金融機構局の事務）
第15条 金融機構局においては、次の事務をつかさどる。
 一 信用秩序の維持に資することを目的とする施策に関する基本的事項の企画及び立案（他の所掌に属するものを除く）。
 二 
考査
その他
金融機関
等の業務及び財産の状況の調査並びにその結果に基づく助言等。
 三 
当座預金
取引先及び
貸出
取引先の選定（貸出支援基金の運営として行う成長基盤強化を支援するための貸付け及び貸出増加を支援するための貸付け並びに
公開市場操作
として行う貸付けに係るものを除く）。
 四 買入れ株式に係る信託の受託者の選定。
 五 
手形
の割引及び
資金
の貸付けの実施に係る具体的事項の決定及びこれに関連する事項に関する事務（貸出支援基金の運営として行う成長基盤強化を支援するための貸付け及び貸出増加を支援するための貸付けに係るもの（個別貸付先毎の貸付限度額の決定に関するものを除く）並びに公開市場操作として行う貸付けに係るものを除く）。
 六 
地域金融
強化のための特別当座預金制度の実施に関する事務。
 七 
金融団体
との連絡（他の所掌に属するものを除く）。
```